# Дмитровка (Очаковский район)
Дмитровка (укр. Дмитрівка) — село, расположенное на берегу Чёрного моря. Относится к Очаковскому району Николаевской области Украины.
Население курорта по переписи 2001 года составляло 1193 человек. Почтовый индекс — 57545. Телефонный код — 5154. Занимает площадь 1,12 км².
В селе находится Очаковская ветроэлектростанция мощностью 2,5 МВт.

## Местный совет
57545, Николаевская обл., Очаковский р-н, с. Дмитровка, ул. Советская, 40.